# HMS Ceres (D59)
L'HMS Ceres (Pennant number D59) fu un incrociatore leggero della Royal Navy britannica, entrato in servizio nel giugno 1917 r appartenente alla classe C.
La nave venne costruita dalla John Brown & Company nei cantieri di Clydebank in Scozia. Impostata nel 1916, venne varata il 24 marzo 1917 ed entrò in servizio nella Marina militare britannica nel mese di giugno dello stesso anno. Servì operativamente durante l'ultimo periodo della prima guerra mondiale in forza alla Grand Fleet, mentre nel periodo interbellico operò principalmente nel teatro operativo del mar Mediterraneo; tra il 1920 e il 1922 prese parte all'intervento alleato nella rivoluzione russa operando nella zona del Mar Nero.
Dopo lo scoppio della seconda guerra mondiale, l'incrociatore fu in servizio con la Eastern Fleet nel teatro dell'oceano Indiano, prendendo parte alle operazioni navali della campagna dell'Africa Orientale Italiana. Dal febbraio 1944 l'obsoleta unità fu ritirata dal servizio di prima linea e convertita in nave officina, appoggiando in un ruolo ausiliario le operazioni dello sbarco in Normandia; radiato dal servizio nel gennaio 1946, lo scafo fu avviato alla demolizione nell'aprile seguente.